# Josef Oswald Wratislav
Josef Oswald Wratislav z Mitrovic, také z Mitrowicz (21. května 1883 Dírná – 5. června 1966 Dírná) byl český šlechtic z hraběcího rodu Wratislavů z Mitrovic, majitel statku Dírná a signatář Národnostního prohlášení české šlechty. Po komunistickém puči v roce 1948 mu byl znárodněn majetek.

## Život
Narodil se jako první syn Eugena Františka Wratislava z Mitrowicz (1855–1897) a jeho manželky Ernestiny, roz. z Thun-Hohensteinu (1858–1948).
Jeho fideikomis, který byl ustanoven v roce 1712 Janem Václavem Wratislavem z Mitrowicz (1670–1712) a které byl upraven o dva roky později, zasáhla pozemková reforma. Před reformou tvořily jeho majetek dvory s příslušenstvím: Dírná, Zálší – Horní, Závsí – Biskup, Mezná, Nová Ves, Chotěmice, dále pivovar, mlýn a pila v Dírné, lihovary v Dírné a Myslkovicích, cihelny v Mezné a v Krnsku. K tomu se řadily Wratislavský palác na Tržišti na Malé Straně v Praze, rodový zámek v Dírné, zámek v Myslkovicích a Krnsku, ke každému z nich patřila zahrada. Vedle fideikomisního majetku vlastnil i alodiální dvory s příslušenstvím: Krnsko, Řehnice, Myslkovice a Roudná.
Po pozemkové reformě vlastnil 2027 (nebo přibližně 2200) hektarů půdy, tři lesní revíry, několik rybníků, zámky Dírná  a Myslkovice, Vratislavský palác v Praze, pivovar v Dírné, dvě cihelny, dva pivovary, pilu, mlýn a elektrárnu. V roce 1948 jim představitelé komunistického režimu na základě druhé pozemkové reformy zmenšili majetek na 50 hektarů půdy v Závsí, ze kterého nakonec zůstalo jen 36 hektarů. Nadále směli bydlet na zámku. V březnu 1950 jim byl zabaven i zbylý majetek, půda byla přičleněna ke Státnímu statku Táboře. Ze zámku se museli vystěhovat. Deset členů rodiny se muselo nastěhovat do tří místností v bývalém pivovaru. Už 30. prosince 1949 jim finanční referát příslušného ONV vydal výměr na dávku z majetku ve výši přes 4 miliony korun a o den později ještě milionářskou daň ve výši tří milionů korun. Rodina většinu částky zaplatila, na doplacení zbytku dlužné částky chodily upomínky až do jeho smrti. Z majetku Wratislavům zůstala budova pro bývalé úředníky panství naproti zámku a zahrada o rozloze jednoho hektaru v Dírné.
| Přehled výměry majetku ve 20. letech 20. století v hektarech | Přehled výměry majetku ve 20. letech 20. století v hektarech | Přehled výměry majetku ve 20. letech 20. století v hektarech | Přehled výměry majetku ve 20. letech 20. století v hektarech |
|                                                              | Celkem                                                       | Fideikomis                                                   | Alodiál                                                      |
| ------------------------------------------------------------ | ------------------------------------------------------------ | ------------------------------------------------------------ | ------------------------------------------------------------ |
| Před pozemkovou reformou                                     | 3292                                                         | 2406                                                         | 886                                                          |
| Po pozemkové reformě                                         | 2027                                                         |                                                              |                                                              |

V roce 1950 byl syn Maxmilián vzat do vazby na dobu více než čtyř měsíců. 
Josef Oswald zemřel 5. června roku 1966 v Dírné a byl pohřben na tamním Starém hřbitově.

## Rodina
V Povo u Trenta (Tridentu) se 28. září 1909 oženil s hraběnkou Theou Josefou z Thun-Hohensteinu (2. 5. 1884 Trento – 18. 4. 1978 Dírná), dcerou Sigmunda hraběte z Thun-Hohensteinu a jeho manželky Marie hraběnky Sardagna von Neuburg. Manželka Thea byla od roku  1909 dámou Řádu hvězdového kříže. Narodily se jim následující děti:
- 1. Arnoštka Evženie (Ernestina Eugenie; 2. 5. 1912 Dírná – 8. 4. 2006)
- 2. Marie Josefa (28. 5. 1914 Dírná –23. 11. 2006 Praha)
  - ⚭ (2. 8. 1937 Praha) Arthur Mensdorff-Pouilly (4. 11. 1900 Chotělice – 18. 4. 1965 Praha)
- 3. Johanna (18. 3. 1916 Dírná – 18. 6. 1999 Dírná)
- 4. Maxmilián Josef (5. 11. 1917 Dírná – 7. 4. 2002 Dírná)
  - ⚭ (25. 9. 1947 Český Šternberk) Karolina Sternbergová (6. 11. 1924 Praha – 10. 7. 2021 Dírná)
- 5. Thea (Dorota; 15. 8. 1919 Dírná – 3. 1. 1985 Dírná), handicapovaná[11]
- 6. Arnošt Josef (22. 9. 1922 – ?)
  - ⚭ (2. 5. 1953 New Plymouth, Nový Zéland) Judith Revfy de Jaszjakohalma (24. 7. 1928 – ?)